# Elmkalkstein

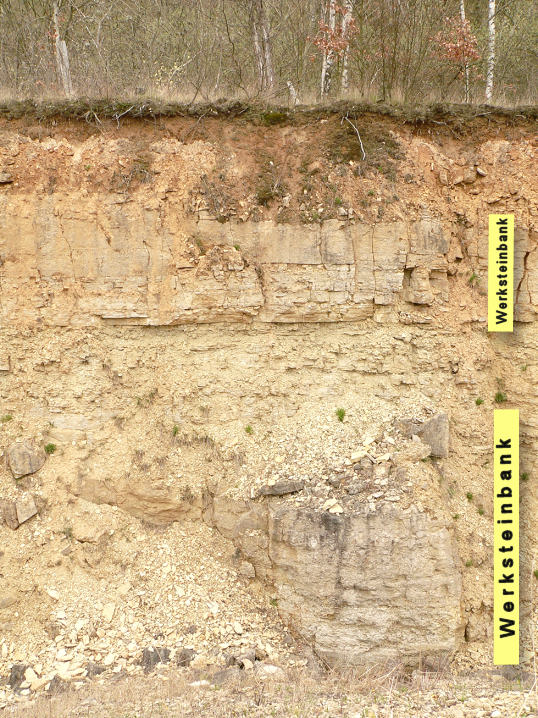
Bodenprofil im Elm (Besuchersteinbruch Hainholz), gelb = Werksteinbänke mit Elmkalkstein

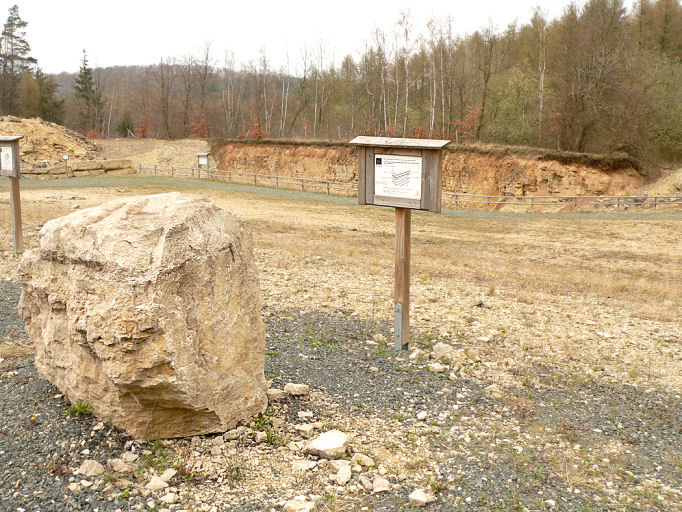
Besuchersteinbruch Hainholz am Steinkuhlenberg südlich von Königslutter

Der Elmkalkstein, der auch irreführend als Schaumkalkstein bezeichnet wird, ist eine regionale Sonderentwicklung der Terebratelbänke des Unteren Muschelkalks. Dieser Kalkstein ist lokal auf den Elm begrenzt und entstand aus Ablagerungen eines bewegten Flachwassermeeres.

## Gesteinsbeschreibung und Vorkommen
Beim Elmkalkstein handelt sich um einen porigen hellgelben Kalkstein mit Kreuz- und Schrägschichtung. Er ist lagenweise fein- bis grobkörnig. Innerhalb der Lagen ist der Schutt aus Fossilien gut sortiert. Größere Hohlräume befinden sich in Schichten mit zahlreichen Schuttansammlungen. Der Fossilschutt besteht aus Weichtierschalen- (Mollusken), Echinordermen-Bruchstücken und Foraminiferen (Einzellern). Elmkalkstein enthält 49 Prozent Komponenten, 35 Prozent Bindemittel und der sichtbare Porenraum beträgt 16 Prozent. Der Anteil der Peloide beträgt 98 Prozent und die restlichen 2 Prozent sind Biogene.
Seine gelbliche Farbgebung wird durch limonitische Bestandteile bestimmt. Es ist ein heller, von zahlreichen feinen Poren durchsetzter Kalkstein, der normalerweise leicht bearbeitbar ist. Eingelagert treten so genannte Gallen auf, erkennbar an dunkelgrauen Einlagerungen, die sich einer handwerklichen Bearbeitung widersetzen. Steinbildhauer bevorzugen eine feinporige Lage im Steinbruch, die auch Speckstein genannt wird. Die Werksteinbänke befinden sich im so genannten Oberbruch mit einer Mächtigkeit von etwa 1,00 bis 1,20 Metern. Dazwischen liegen Mergellagen und verwitterter morbider Kalkstein. In einer Tiefe von 4 bis 5 Metern befindet sich der 3,50 Meter mächtige Unterbruch, der eine zirka 0,50 Meter mächtige Kalksteinschicht aufweist, den Speckstein.

## Steinbrüche
Der Elmkalkstein wird im Höhenzug Elm nahe Braunschweig seit dem Mittelalter gewonnen. Da er außerdem sehr wetterbeständig ist, ist er als Baumaterial für Steingebäude geeignet. Die ersten mittelalterlichen Steinbrüche im Elm zur Gewinnung des Elmkalksteins entstanden am „Steinkuhlenberg“ bei Königslutter. Sie befanden sich ursprünglich im Besitz des dortigen Benediktinerklosters. Später kam es zum Streit mit den Pfandinhabern der Burg Königslutter. Diese Auseinandersetzung zwischen dem Abt Bartholdus Keghel und den Gebrüdern von Weferlingen wurde 1399 durch Herzog Friedrich von Braunschweig geschlichtet. Heute finden sich nahe Königslutter noch zahlreiche kleine Brüche, die an den im Mittelalter üblichen Kuhlenbau erinnern.
Die Stadt Braunschweig erwarb 1433 die Burg Ampleben am Elm und legte unweit von Groß Rhode einen eigenen Steinbruch, die „Ampleber Kuhle“, an.
Im 17. und 18. Jahrhundert entstanden im Elm zahlreiche neue Steinbrüche. 1650 und 1660 wurden „Steinkuhlen“ bei Groß Rhode und am Evesser Berg genannt. Im Jahr 1672 erhielten die Bürger von Schöppenstedt von Herzog Rudolf August das Privileg, in ihrem Gehölz (Weddy) einen Steinbruch für den Eigenbedarf anzulegen.
Weitere Steinbrüche wurden in Urkunden des 18. Jahrhunderts bei Langeleben (Altfeld), Lelm (Langeleber Trift), Schöningen (über dem Kloster am Elmrand), Twieflingen (Elmsburg), Groß Rhode, dem Tetzelstein, Ampleben (Ampleber Kuhle), Erkerode, Lucklum (vier im Dettumer Grund, einer auf dem Kuxberg), Hemkenrode und Destedt erwähnt. Bei Erkerode wurde ein besonderer Typ von Kalkstein gebrochen, der Erkeroder Trochitenkalk.
Im Jahr 1910 gab es im Elm nur noch neun Steinbrüche, von denen fünf nahe Königslutter und vier bei Schöningen lagen. In den 1930er Jahren war der Bruch der Portlandzementfabrik Drachenberg mit dem Werk in Königslutter mit einer Luftseilbahn zum Transport des Elmkalksteins verbunden. Der Betrieb hatte zu dieser Zeit 60 Beschäftigte. Im Jahr 1948 erreichte die Außenstelle Drachenberg der Braunschweiger Kalkwerk GmbH wieder die Stärke der Vorkriegsbelegschaft. Die für die Werksteinbearbeitung geeigneten Werksteine wurden aussortiert und die minder brauchbaren Steine zu Bau- und Düngekalk gebrannt. Blöcke, die für Steinbearbeitung geeignet waren, ließen sich mit einer Höhe bis zu 1 Meter und einem Volumen bis zu 8 m³ abbauen. Im Jahr 2008 war lediglich ein Steinbruch der Firma Metzner in Betrieb, ausschließlich zur Werksteingewinnung.

### Steinbruch Hemkenrode
Als Sonderform für die Tierwelt des Unteren Muschelkalks im Elm gelten die Fossilfunde aus dem Steinbruch Hemkenrode. Versteinerungen des Mittleren Muschelkalks fehlen fast vollständig. Versteinerungen von Seelilien sind in den Randgebieten des Elms im weichen Kalkstein zu finden, besonders ausgeprägt in Erkerode. Seelilien waren Meerestiere mit Fangarmen, deren meterlange Stängel am Meeresgrund oder an im Wasser treibenden Gegenständen (meistens Holz) festgewachsen waren. Vor allem fand man die Art Encrinus liliiformis mit ihrer gedrungenen, robusten Krone. In jüngster Zeit konnten im Elm ganze Muschel-Seelilien-Lebensgemeinschaften nachgewiesen werden, die eng umgrenzte, riffartige Gebilde darstellten. Weiterhin findet man häufig das knotige Ammonshorn (Ceratites nodosus), ein mit den heutigen Tintenfischen verwandtes Weichtier.

## Geologie

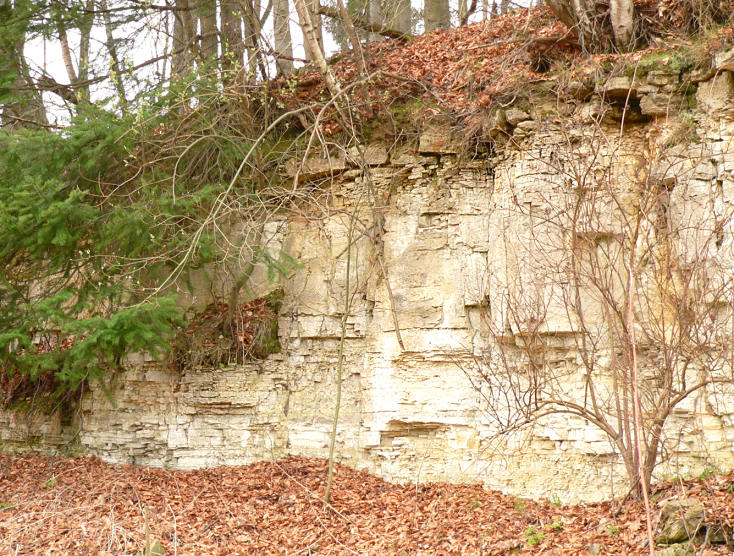
Elmkalkstein bei einem früheren Steinbruch

Den Tiefbohrungen zufolge muss der Elm in der Trias (vor etwa 200 Millionen Jahren) aus dem Boden eines früheren Meeres entstanden sein. Die darin lebenden Meerestiere, die Terebrateln, bildeten eine Kalkschicht, aus der später durch Verdichtung Kalkstein entstand. Danach wölbte sich der Meeresboden zu einem Höhenzug durch Sattelbildung, was einen Zeitraum von 100 Millionen Jahren zwischen dem Jura und dem Tertiär beanspruchte. Heute besteht der Elm aus Muschelkalk und einer 500 m mächtigen Schicht aus Buntsandstein. Darunter liegt ein 900 m mächtiges Salzlager der Zechsteinzeit. Die Gesteine, die den Elm bilden, gehören der Muschelkalkzeit an. Dazu gehört unten liegend bis zu 200 m mächtiges Kalkgestein in verschiedener Schichtabfolge, z. B. Knollenkalk, Wellenkalk, Mergel, Schaumkalk. Als Steine für Bauvorhaben sind die bis zu 1,5 m mächtigen Schichten von Schaumkalk, so genannte Werksteinbänke, verwertbar. Es ließen sich bis 8 m² große Kalksteine gewinnen. Dieses zur Verarbeitung geeignete Steinmaterial tritt nur im nördlichen Teil des Elms an die Oberfläche, wo es abgebaut wird. Unter dieser Terebratelschicht befindet sich tiefer die 0,5 m starke Schicht, die besonders dicht ist und sich für filigrane Steinbildhauerarbeiten eignet. Diese Schicht nennen die lokalen Steinmetzen Speckstein.
Ursprünglich lag der Elm etwa 200 m höher als heute, wurde jedoch durch Einwirkung von Wasser, Eis, Wind wieder abgetragen. Das war vor allem während der Eiszeiten der Fall, die dem Höhenzug durch Abschleifung seine abgerundete Form gaben. Während der Eiszeiten war der Elm von Gletschereis bedeckt, was an verstreut liegenden Findlingen erkennbar ist. In dieser Zeit erhielt er eine bis zu 60 cm starke Lössschicht, was in Verbindung mit dem darunter liegenden Kalkstein günstig für den späteren Baumbestand war.

### Versteinerungen
In fast allen Schichten der Muschelkalkzeit finden sich Versteinerungen. Das vor 200 Millionen Jahren hier vorkommende Meer hatte einen sehr hohen Salzgehalt. Dadurch war die Artenzahl gering, die Individuenanzahl der einzelnen Arten aber sehr hoch. Besonders die Weichtiere sind mit ihren Schalenbildungen gut erhalten. Davon zeugen Kalkplatten mit Exemplaren der Gattungen Omphaloptycha, Loxonema, Myophoria und Hoernesia.
Auch Würmer und Gliedertiere waren im Schlamm des früheren Meeres eingegraben. Davon sind heute im Gestein noch zahlreiche fossile Grabgänge und Fressbauten zu finden. Dazu zählen auch lange Röhren, die Rhizocorallium genannt werden. Der Name ist eine Kennzeichnung der Spurenfossilien, sagt aber nichts über den unbekannten Erzeuger aus.
Neben den Weichtieren und einigen wohlbehaltenen Kelchen der recht seltenen Seelilie Encrinus carnalli konnten in den Versteinerungen des Elms auch Zähne und Wirbel von Nothosaurus sp., einer etwa 1 m langen Ruderechse, und Zähne von Placodus sp., einem Pflasterzahnsaurier, gefunden werden.

## Elmgestein als Baumaterial

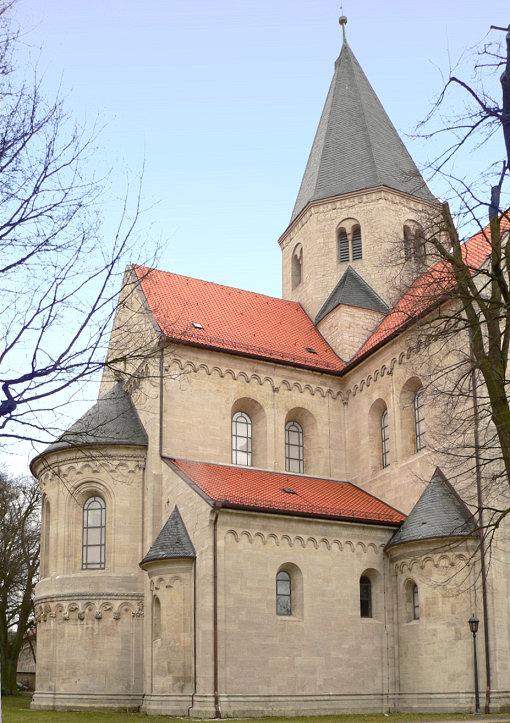
Aus Elmkalkstein: Kaiserdom Königslutter

Bereits Anfang des 12. Jahrhunderts hatten die Steinbrüche im Elm eine große Bedeutung als Baumaterial. Das umliegende Land wurde mit Elmkalksteinen versorgt. Viele Sakralbauten, wie Kirchen und Klöster, aber auch Burgen und Schlösser rings um den Elm entstanden aus diesem Baumaterial. Braunschweig wurde deswegen auch als „Stadt des weißen Elmkalksteins“ genannt.
Auch andere Gesteine des Elms wurden bereits im Mittelalter als Baumaterial verwertet. Dies war der lockere, poröse Kalkstein, der im Elm Duckstein heißt. Duckstein ist ein Tuffstein, der in jüngeren geologischen Zeiten aus dem stark kalkhaltigen Bachwasser der Lutter ausgefällt wurde und sich als Kalktuff ablagerte.
(In der Geologie werden für Quellkalke, uneinheitlich, die Bezeichnungen Kalktuff, Travertin und Kalksinter weiter differenzierend oder auch synonym verwendet.)
Das Material war leicht zu brechen und ließ sich im noch nicht ausgetrockneten Zustand gut bearbeiten. Duckstein diente als Zierstein für die Grotten im Barockgarten von Schloss Salzdahlum. Nach dem Gesteinsmaterial Duckstein ist auch die obergärige Biermarke Duckstein benannt, die ursprünglich in Königslutter am Elm gebraut wurde, wo die Lutter entspringt.
Elmkalk wurde jedoch nicht nur für Bauzwecke verwendet. Der Kalkstein wurde auch in Kalköfen gebrannt zu Branntkalk. Historische Kalköfen befanden sich an der Lutterquelle bei Königslutter, bei Schöningen, auf der Elmsburg, im Weddy, bei Groß Rhode, auf der Ampleber Kuhle, bei Erkerode, im Dettumer Grund, auf dem Kuxberg und bei Destedt. Auch Gips wurde im Reitlingstal des Elms und bei Schöningen nahe dem ehemaligen Salzwerk gewonnen. Westlich der heutigen Gaststätte im Reitlingstal ist noch ein alter Gipsbruch zu erkennen.

## Bauverwendung des Elmgesteins

### 12. bis 14. Jahrhundert

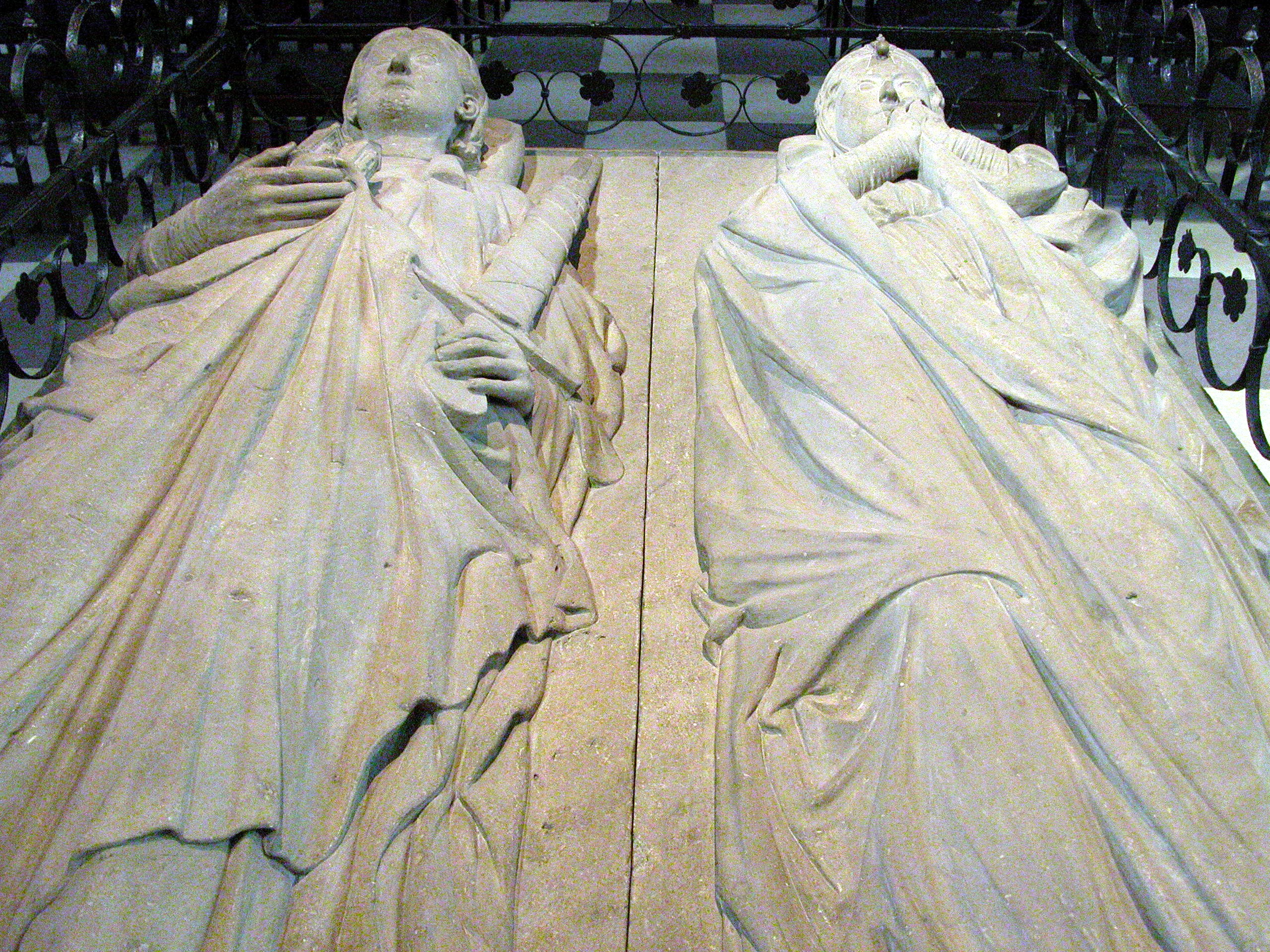
Aus Elmkalkstein: Grabmal im Braunschweiger Dom um 1227

Als ältestes erhaltenes Bauwerk, bei dem Elmkalksteine verwendet wurden, gilt die im 11. Jahrhundert errichtete Ludgeri-Kapelle in Helmstedt. Ein weiteres bedeutendes Bauwerk aus Elmkalkstein in der Region ist die 1135 von Kaiser Lothar III. von Süpplingenburg errichtete Stiftskirche von Königslutter, der Kaiserdom.
In Braunschweig wurde bei feineren Architekturteilen von Bauvorhaben wie Säulen, Kapitellen und Gesimsen Elmkalkstein bevorzugt. Hier sind prächtige Beispiele für die Verwendung von Elmkalkstein:
- Grabmal Heinrichs des Löwen und seiner Gemahlin Mathilde im Braunschweiger Dom aus der Mitte des 13. Jahrhunderts
- Plastik der 1434 fertiggestellten St. Annenkapelle an der Martinikirche
- Reliefs an den Chorgiebeln der Andreaskirche
- Statuen vor den Laubengängen des Altstadtrathauses aus der Mitte des 15. Jahrhunderts von Hans Hesse d.J. mit Darstellungen von Kaiser Lothar III. und Heinrich den Löwen mit ihren Gemahlinnen
- Kopf des Bremer Rolands

Die obersten Stockwerke der drei Hauptpfarrkirchen von Braunschweig (St. Martini, St. Andreas und St. Katharinen) bestehen überwiegend aus Kalkstein.

### 15. und 16. Jahrhundert

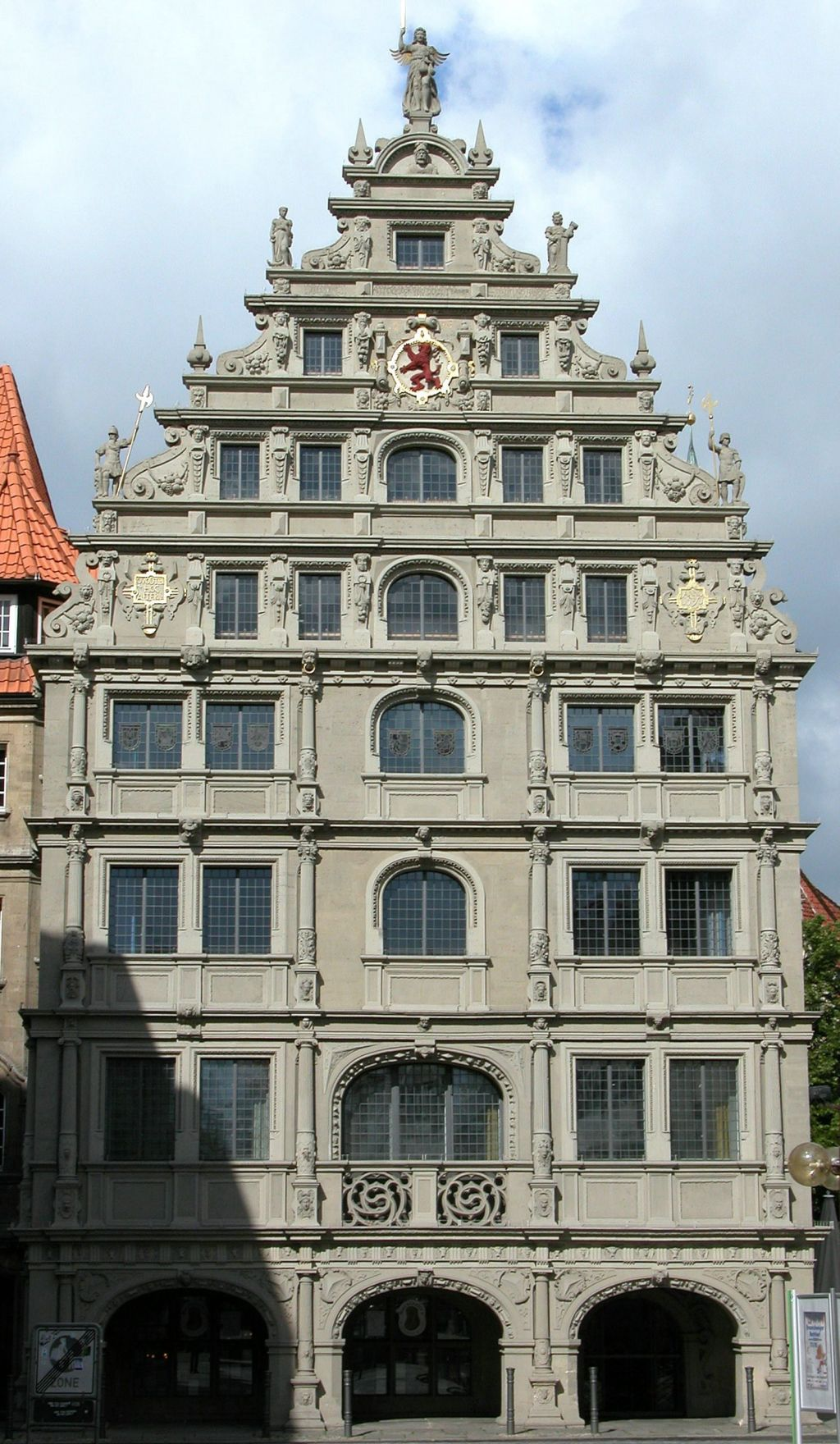
Aus Elmkalkstein: Gewandhaus Braunschweig um 1590

Die Bedeutung des Elmkalksteins für Bauvorhaben in Braunschweig ergibt sich aus alten Handwerkerrechnungen. Für den Neubau des Rathauses („to dem rathuse, to der dornssen, to dem winkelere“) wurden in sechs Jahren um das Jahr 1460 1162 Schock (rund 70.000 Steine) und 32 Fuder Steine bezogen. Die Steine wurden als „Luttersche Steine“ bezeichnet wegen ihrer vorwiegenden Herkunft aus Königslutter.
Aus Elmkalkstein entstanden auch die Statuen der „Rolande“, bei denen es sich um Verkörperungen alter Rechte und Freiheiten in den mittelalterlichen Städten handelt. Der älteste und bedeutendste unter ihnen ist der 5,45 Meter hohe Bremer Roland. Er wurde 1404 als Ersatz für das 1366 abgebrannte hölzerne Standbild vor dem Bremer Rathaus aufgestellt. Aus Elmstein besteht auch der Sockel des Halberstädter Rolands.
Für die 1604 bis 1623 im Renaissancestil errichtete Hauptkirche in Wolfenbüttel ließ der Braunschweiger Herzog Steine aus den Elm-Steinbrüchen „Lutterkuhle“ und „Teufelsküche“ heranschaffen. 1591 entstand aus Elmkalkstein die Prunkfassade des Braunschweiger Gewandhauses.
Eine starke Förderung erfuhr der Abbau der Elmkalksteine durch Herzog Julius von Braunschweig. Er galt als geistig aufgeschlossener Fürst mit Interesse für das Berg- und Hüttenwesen und für Steinbrüche. 1575 gab er mit Bezug zu den Steinbrüchen von Elm, Asse und Ösel ein „Instrumentenbuch“ heraus, das die Arbeitsgeräte beschrieb. Darin entwickelte der Herzog Pläne zum Abtransport der Steine, der über Flüsse erfolgen sollte. Dazu wollte er die Altenau (Nette genannt) schiffbar machen und eine Staustufe anlegen, um die Steine aus dem Elm (Kneitlinger Kuhle) und des Ösels nach Wolfenbüttel befördern zu können. Der Transport vom Steinbruch im Berg hinunter zum Fluss sollte auf hölzernen Gleitschienen (Gleitkunst) erfolgen. 1577 war die Altenau reguliert, sodass sie mit Flößen befahren werden konnte.

### 20. Jahrhundert

#### Bauwerke
Größere Bauwerke aus der ersten Hälfte des 20. Jahrhunderts, bei denen Elmkalksteine verwandt wurden:
- Landgerichtsgebäude (Berlin-)Charlottenburg 1910
- Landgerichtsgebäude Danzig 1910
- Hochhäuser am Berliner Alexanderplatz (1930–1931)
- Autobahnbrücken
- Flugplatzgebäude
- Bauten auf dem Reichssportfeld (Olympiagelände) in Berlin (1935–1936)

nach 1945:
- Martin-Luther-Kirche in Hildesheim
- Industrie- und Handelskammer Braunschweig
- Kirchenbauten in Wolfsburg
- Landgerichtsgebäude Hannover
- Fassade der Landeszentralbank in Braunschweig
- Fassade des Lindencorso in Berlin
- Fassade des Alexanderhauses in Berlin

#### Denkmale

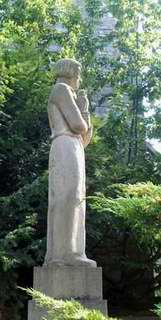
Eulenspiegel-Denkmal

Bekannte Denkmale aus Elmkalkstein sind:
- Figur des Bremer Rolands
- Till-Eulenspiegel-Denkmal in Kneitlingen
- Mahnmal der Stadt Hamburg für die Opfer des Bombenkrieges 1952 von Gerhard Marcks

#### Weiterverarbeitende Industrie
Anfang des 20. Jahrhunderts entstanden am Elmrand größere Industrieunternehmen, die den Kalkstein verarbeiteten:
- Braunschweigisches Elmkalk- und Steinwerk bei Hemkenrode 1904, gegründet vom Königlich Preußischen Eisenbahninspektor Mühlen: Produktion von Branntkalk zum Bauen und Düngen
- Wiederaufbau des Steinwerkes bei Hemkenrode 1946 vom Kalkfachmann J. Schnuch: Erschließung eines neuen Steinbruchs im Destedter Forst und Seilbahnverbindung zum Werk
- Aufbau einer Zementfabrik bei Hemkenrode 1954: Produktion des Baukalks mit der Marke „Elmkreuz“ und des Portlandzements mit der Marke „Elmkreis“
- Kalkwerk am Scheppauer Weg in Königslutter, das per Seilbahn an die Steinbrüche angebunden war

## Geowissenschaftliche Ausstellungen
In Königslutter gibt es zwei geowissenschaftliche Ausstellungen:
- Die Otto-Klages-Sammlung, eine Sammlung, die der Kaufmann Otto Klages im 20. Jahrhundert zusammentrug. Kernstück der 20.000 Einzelstücke sind Fossilien des Elms. Zur Sammlung gehören mehrere hundert Exemplare von versteinerten Seelilien, darunter eine große Steinplatte mit 16 Seelilienkronen und Stielen bis zu 70 cm Länge. Daneben werden Gesteine und Minerale gezeigt. (Königslutter, Sack 1)
- Das Geopark-Informationszentrum Königslutter mit zahlreichen Exponaten zur Geologie, Petrologie und Mineralogie des Nationalen Geoparks Harz. Braunschweiger Land. Ostfalen, der auch den Elm einschließt. (Königslutter, An der Stadtkirche 1)

## Volksglaube und Brauchtum
Bereits in der Steinzeit fanden die im Elmgestein weit verbreiteten Trochiten Verwendung. Dies sind die Stielglieder der Seelilien, die sich aus dem Carbonat der Crinoiden-Skelette bildeten. Aus den scheibenförmigen Trochiten, ähnlich einem Geldstück, stellten Steinzeitmenschen Halsketten her. Sie ließen sich durch das Loch in der Mitte der Tochiten auffädeln, die den Tieren als Nervenkanal diente. Bei den Germanen war das Tragen von Trochitenkalk-Ketten ein Zeichen der Tapferkeit. Diese Bedeutung blieb lange erhalten: während der Christianisierung mussten Heiden ihre Trochiten als Bonifatiuspfennige, Wichtelpfennige oder Hexengeld abgeben. Noch 1714 fand man Trochiten in Apotheken als Mittel gegen Epilepsie, giftige Tiere, Nasenbluten, Schwindel und Nierenleiden. Sie sollten ferner die Tapferkeit fördern, die Nachgeburt erleichtern und dem Besitzer ein langes Leben bescheren.